# Université Medipol d'Istanbul
L'université Medipol d'Istanbul (en turc : İstanbul Medipol Üniversitesi) est une université privée d'Istanbul, en Turquie,. Il a été fondé par la Fondation turque pour l'éducation, la santé et la recherche en 2009. Le fondateur de la fondation est Fahrettin Koca, qui est l'actuel ministre de la Santé de Turquie.
L'université se compose de 12 facultés, 5 instituts et 4 collèges professionnels.

## Unités académiques

### Les facultés
- Faculté de médecine dentaire
- Faculté de pharmacie
- Faculté des beaux-arts, design et architecture
- Faculté d'éducation
- Faculté de droit
- Faculté des sciences de l'entreprise et de gestion
- Faculté des sciences humaines et sociales
- Faculté de génie et des sciences naturelles
- Faculté de communication
- Faculté des sciences de la santé
- École de médecine
- Faculté internationale de médecine

### Écoles supérieures
- École supérieure des sciences judiciaires
- École supérieure d'ingénieurs et de sciences naturelles
- École supérieure des sciences de la santé
- École supérieure des sciences sociales